# Limnebius asperatus
Limnebius asperatus är en skalbaggsart som beskrevs av Knisch 1922. Limnebius asperatus ingår i släktet Limnebius och familjen vattenbrynsbaggar. Inga underarter finns listade i Catalogue of Life.